# スピナ
株式会社スピナ（英: SPINA Co.,Ltd.）は、福岡県北九州市に本社を置く西日本鉄道（西鉄）グループの企業。不動産の賃貸、ビル管理、内装・外装工事、害虫駆除、緑化など土木・造園工事、タクシー・日本製鉄八幡製鉄所構内バスによる運輸業、食品の製造・販売、ギフトの販売など、事業は多岐にわたる。かつてはスーパーマーケット「スピナ」を運営していたが、2009年より西鉄ストアに移管している。

## 沿革
日本製鉄の前身・八幡製鐵と製鐵原料輸送（現・テツゲン）・奥村組の出資により、1952年（昭和27年）9月1日に八幡製鐵ビルディング株式会社（通称：テツビル）として設立された。
八幡製鐵所構内にオフィスビルを建設し賃貸ビル事業を開始、続いてタクシー業や商品販売、ホテル業、緑化工事などに進出した。製鉄所内の売店を源流とした商品販売は、「八幡製鐵所購買会」として、製鉄所職員とその家族の福利厚生施設扱いの関係者向け会員制スーパーマーケットであったが、通称が「テツビルストア」となってからは一般にも開放された。オール日本スーパーマーケット協会（AJS）にも加盟している。新日鉄発足後、1986年（昭和61年）4月に株式会社テツビル、1993年（平成5年）4月に現社名に変更した。
2006年（平成18年）3月31日、スーパーマーケットを運営する西鉄ストアを傘下に持つ西鉄が、事業の強化のために新日鉄等からスピナの株式を90%買い取り子会社化。2007年（平成19年）3月には三菱化学の関連会社・協和ビジネスが北九州市内で運営する「スーパー協和」の3店舗を買収した。
西鉄のスーパーマーケット事業が西鉄ストアに統一されることになり、2009年4月1日に会社分割により主力事業であったスーパーマーケット事業を西鉄ストアへ移管した。また、新日鉄から残りの株10%を買い取りスピナを完全子会社化した。西鉄ストアのスーパーマーケットブランド名として、「スピナマート」、「スピナラソリエ」に名前を残している。

## 会社名の由来
「スピナ」という名称はほうれん草を意味する英語である「スピナッチ」に由来する。製鉄の関連企業であったため、ほうれん草が鉄分をたくさん含むところから命名された。

## 事業

### 食品事業
新日鉄従業員の食事として堅パンが開発され、現在に至るまで主力商品として販売している。
その他にくろがね羊かんもあり、これも製鉄所従業員の滋養のために開発された。包装紙には製鉄所の高炉が描かれており、「八幡銘菓」として親しまれている。
また、戸畑区鞘ヶ谷で「鞘ヶ谷レストランパーク」を運営している。

### 旅客自動車事業

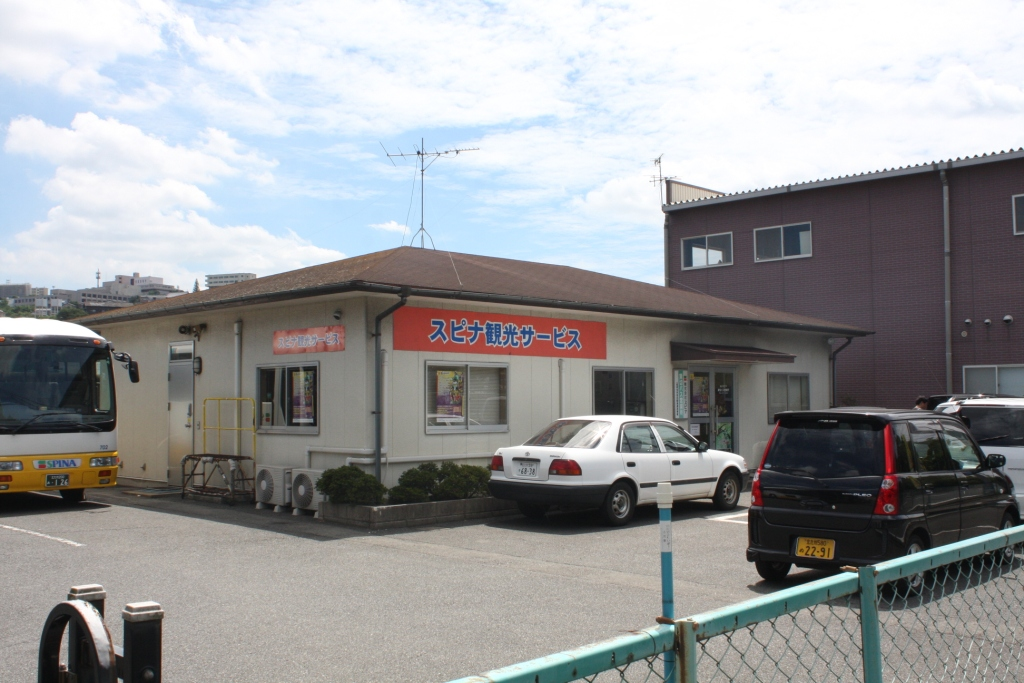
八幡東区枝光にあった頃の貸切バス営業所

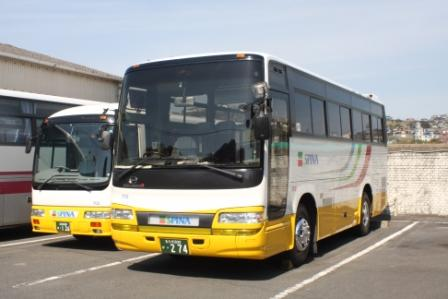
貸切車

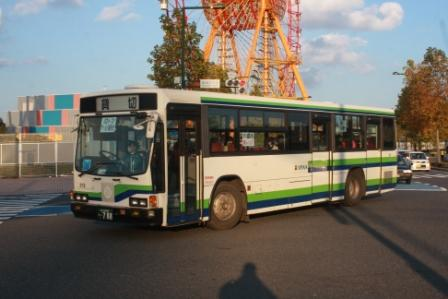
かつて構内バスに使用されていた車両（東京ベイシティ交通からの移籍）

旅客自動車輸送は「構内営業部自動車営業所」が担当し、バス事業とタクシー事業を有する。
- バス事業は戸畑構内にバスセンター（事務所・車庫）を置き、1983年4月より新日鐵八幡製鉄所（現・日本製鉄九州製鉄所八幡地区）の構内輸送や従業員輸送を行っている。戸畑構内の飛幡門横にあるバスターミナルを拠点に、構内の各方面へ路線がある。また八幡構内にも路線がある。現在使用している車両のほとんどは西鉄グループからの移籍であるが、かつては川崎市交通局・東京ベイシティ交通・相鉄バス・西武総合企画等からの移籍車が旧所有社の塗装のまま運行されていた。
- 以前は貸切バス部門を持っていた。貸切部門は、1993年7月より事業を行い、一時期は大型3台・中型1台・小型2台の貸切バスを保有し、西鉄バス北九州戸畑自動車営業所の敷地の一角に車庫を置いていた。[6]
- 会社設立時の経緯から亀の井バス・九州急行バスとともに西鉄グループロゴを使用していなかった。[7]

- 現在は、戸畑構内と八幡構内および小倉構内を結ぶ連絡バス（日本製鉄所有のマイクロバスを使用）の運行も担当している。

- 小倉構内の従業員輸送を北九西鉄タクシーに委託している。

- タクシー事業は予約制のハイヤーを運行しており、構内バスと同じ場所に車庫を持つ。

### 公共施設管理
下記の施設について、北九州市から条例に基づく管理者に指定され、市に代わって実際の運営を行っている。
- 桃園体育施設（球場、プールなど）
- 的場池体育施設
- ひびきコスモス運動場
- 大谷球場（元新日本製鐵八幡硬式野球部の本拠地）
- 大谷自然公園

### かつて存在したスーパーマーケット店舗一覧
すべて北九州市にあった。西鉄ストアへの事業譲渡後もブランドは維持されている。なお参考のため、西鉄ストアへの事業譲渡後にスピナとして開店したものも掲げる。
- 八幡東区
  - スピナラソリエ高見店
  - スピナマートさくら通り
  - スピナ生活館 大蔵店※2012年3月閉店
  - スピナ帆柱店
  - スピナ枝光店
  - スピナ病院店（製鉄記念八幡病院内） - 院内店舗のため、入院用品なども扱う。
  - スピナ四条店※高見店開店のため閉店
- 戸畑区
  - スピナマートさやがたに（ショッピングパークさやがたに内）
  - スピナ一枝店※2009年1月閉店
  - スピナ戸畑店
- 八幡西区
  - スピナ新黒崎店（長崎屋黒崎店地下1階に出店）- 西鉄ストア統合以前に閉店。
  - スピナマート穴生店
  - スピナ穴生中央店※スピナブランドだが、西鉄ストアへの事業譲渡後の開店
  - スピナ紅梅店
  - スピナ大畑店※旧「協和ストア」店舗※閉店
  - スピナ青山店※旧「協和ストア」店舗※閉店
  - スピナ鷹見台店※旧「協和ストア」店舗
  - スピナ岸の浦店※1990年代に閉店
- 小倉北区
  - スピナマート中井店
  - スピナマート大手町（スピナガーデン大手町内）
  - スピナ到津店※到津店は元々「にしてつストア」の屋号で営業していたが、改装の際「スピナ」に変更した。
- 戸畑区
  - スピナマート鞘ヶ谷店
  - スピナ戸畑店
- 宗像市
  - テツビルストア赤間店-スピナへの社名変更以前に閉店

その他、かつては携帯電話（ソフトバンク）の販売・ゴルフ練習場の運営、書店、ホームセンター「アルファ」などの運営もおこなっていた。

## その他
- 「起業祭」では大谷球場で大規模に物産展を行う。新日鉄の影響から現在まで行っている。
- 日本プロサッカーリーグ（Jリーグ）所属の「ギラヴァンツ北九州」（ホームグラウンド：ミクニワールドスタジアム北九州）をゴールドパートナーとして応援している。
- 北九州市の門司赤煉瓦プレイス内の門司麦酒煉瓦館等の施設の新たな活用策について、土地・建物の貸付を前提とした公募型プロポーザルで2024年10月、優先交渉権者となった[8]。

## かつての子会社
- 株式会社エリアサービス - 持株を新日鉄興和不動産（現・日鉄興和不動産）と日鉄コミュニティに売却し、グループから離脱。2017年に日鉄コミュニティに合併され消滅[9]。
- 株式会社シーサイドスパ - 持株を売却し、グループから離れる
- 株式会社花プランタン - 解散
- 株式会社サンレスト - 2021年4月1日付で吸収合併し、解散
- 株式会社スピナビルサービス - 安川電機の孫会社・安川ビルサービスを2022年6月1日付で買収[10]。2023年4月1日付で吸収合併[11]